# ائتلاف چراغ راهنمایی
ائتلاف چراغ راهنمایی (به آلمانی: Ampelkoalition) ائتلاف سیاسی در آلمان است که از سه حزب تشکیل شده است: حزب سوسیال دموکرات آلمان (SPD)، حزب دموکرات آزاد (FDP)، و حزب سبزها. نام این ائتلاف به رنگ‌های نمادین این احزاب اشاره دارد: قرمز برای سوسیال دموکرات‌ها، زرد برای دموکرات‌های آزاد، و سبز برای سبزها.

## تاریخچه
اولین باری که ائتلاف چراغ راهنمایی مطرح شد به دهه ۱۹۵۰ میلادی بازمی‌گردد، اما تنها در سال‌های اخیر در سطح ملی تحقق یافت. در انتخابات فدرال ۲۰۲۱، این سه حزب به توافق رسیدند تا یک ائتلاف چراغ راهنمایی را تشکیل دهند.
در گذشته نیز تلاش‌هایی برای تشکیل چنین ائتلافی در سطح‌های مختلف انجام شده بود، اما به دلایل مختلفی از جمله تفاوت‌های ایدئولوژیک و اختلافات سیاسی، این تلاش‌ها به موفقیت نرسیدند.

## اهداف و برنامه‌ها
ائتلاف چراغ راهنمایی به دنبال سیاست‌هایی در زمینه‌های زیر است:
- تغییرات آب و هوا و انرژی‌های تجدیدپذیر: یکی از اهداف اصلی این ائتلاف، رسیدن به بی‌کربنی اقتصاد تا سال ۲۰۴۵ است. احزاب سبزها و SPD بر توسعه انرژی‌های تجدیدپذیر تأکید دارند، در حالی که FDP بیشتر به بازار آزاد و تکنولوژی‌های نوین توجه دارد.
- عدالت اجتماعی: این ائتلاف به دنبال کاهش نابرابری‌های اجتماعی و ارتقاء خدمات بهداشتی و آموزشی است. SPD بر افزایش حداقل دستمزد و بهبود شرایط کارگران تأکید دارد.
- حقوق دیجیتال و تکنولوژی: توسعه زیرساخت‌های دیجیتال و حمایت از حقوق کاربران در فضای مجازی از دیگر اولویت‌های این ائتلاف است.

## اختلافات و چالش‌ها
هرچند که این ائتلاف در بسیاری از مسائل به توافق می‌رسد، اما اختلافاتی نیز میان احزاب وجود دارد. به ویژه بین حزب سبزها و دموکرات‌های آزاد در موضوعات اقتصادی و زیست‌محیطی.
به عنوان مثال، FDP بر کاهش مالیات‌ها و کاهش مقررات دولتی تأکید دارد، در حالی که سبزها و SPD به دنبال افزایش سرمایه‌گذاری‌های دولتی در بخش‌های عمومی هستند.

## نتیجه‌گیری
ائتلاف چراغ راهنمایی نشان‌دهنده تنوع و همکاری احزاب مختلف با ایدئولوژی‌های متفاوت در آلمان است. این ائتلاف نمونه‌ای از توانایی دموکراسی در ایجاد توافقات میان احزاب مختلف برای پیشبرد اهداف مشترک است.